# Линд, Дженис
Дже́нис Линд Зок (англ. Janice Lynde Zoch; 28 марта 1948, Хьюстон, Техас, США) — американская актриса

, певица

 и пианистка.

## Биография и карьера
Уроженка Хьюстона, штат Техас, выросшая в Лейк-Чарльзе, штат Луизиана, Линд начала свою карьеру в 10 лет в Далласскоим симфоническоим оркестре в качестве пианистки и вокалистки. Будучи ребёнком немцев, она должна была изучать английский язык в детском саду.
Училась в Университете Индианы и Университете Пенсильвании, изучая музыку в обоих учреждениях.
Выступления Линд в Университете Индианы привлекли внимание музыканта Фреда Уоринга и она стала солисткой его хора в Пенсильвании на два года.
После окончания колледжа, начала карьеру в Нью-Йорке, где играла на Бродвее.
В 1973 году Дженис переехала в Лос-Анджелес, где продолжила свою карьеру.

## Избранная фильмография
| Год       |    | Русское название       | Оригинальное название      | Роль                  |
| --------- | -- | ---------------------- | -------------------------- | --------------------- |
| 1973—1977 | с  | Молодые и дерзкие      | The Young and the Restless | Лесли Брукс Эллиотт   |
| 1977      | с  | Непридуманные истории  | Tales of the Unexpected    | Бренда Джексон        |
| 1979—1981 | с  | Другой мир             | Another World              | Трейси ДеУитт Мэттьюз |
| 1980      | ф  | По ту сторону зла      | Beyond Evil                | Альма Мартин          |
| 1984—1986 | с  | Одна жизнь, чтобы жить | One Life to Live           | Лорел Шапен Уолек     |
| 1986      | с  | Семейные узы           | Family Ties                | Моника                |
| 1986      | с  | Кувалда                | Sledge Hammer!             | Ивлин Коллинз         |
| 1987      | с  | Кто здесь босс?        | Who's the Boss?            | Джоан                 |
| 1989      | с  | Спасатели Малибу       | Baywatch                   | Мэри Портер           |
| 1990      | с  | Главный госпиталь      | General Hospital           | Глория № 3            |
| 1991      | ф  | Недостающие части      | Missing Pieces             | Мэрион                |
| 1992      | тф | В объятиях убийцы      | In the Arms of a Killer    | Мадам                 |
| 1998      | с  | Прикосновение ангела   | Touched by an Angel        | Филлис                |
| 2004—2005 | с  | Клиент всегда мёртв    | Six Feet Under             | Лоретта Смит Сибли    |